# 沃尔辛环形山

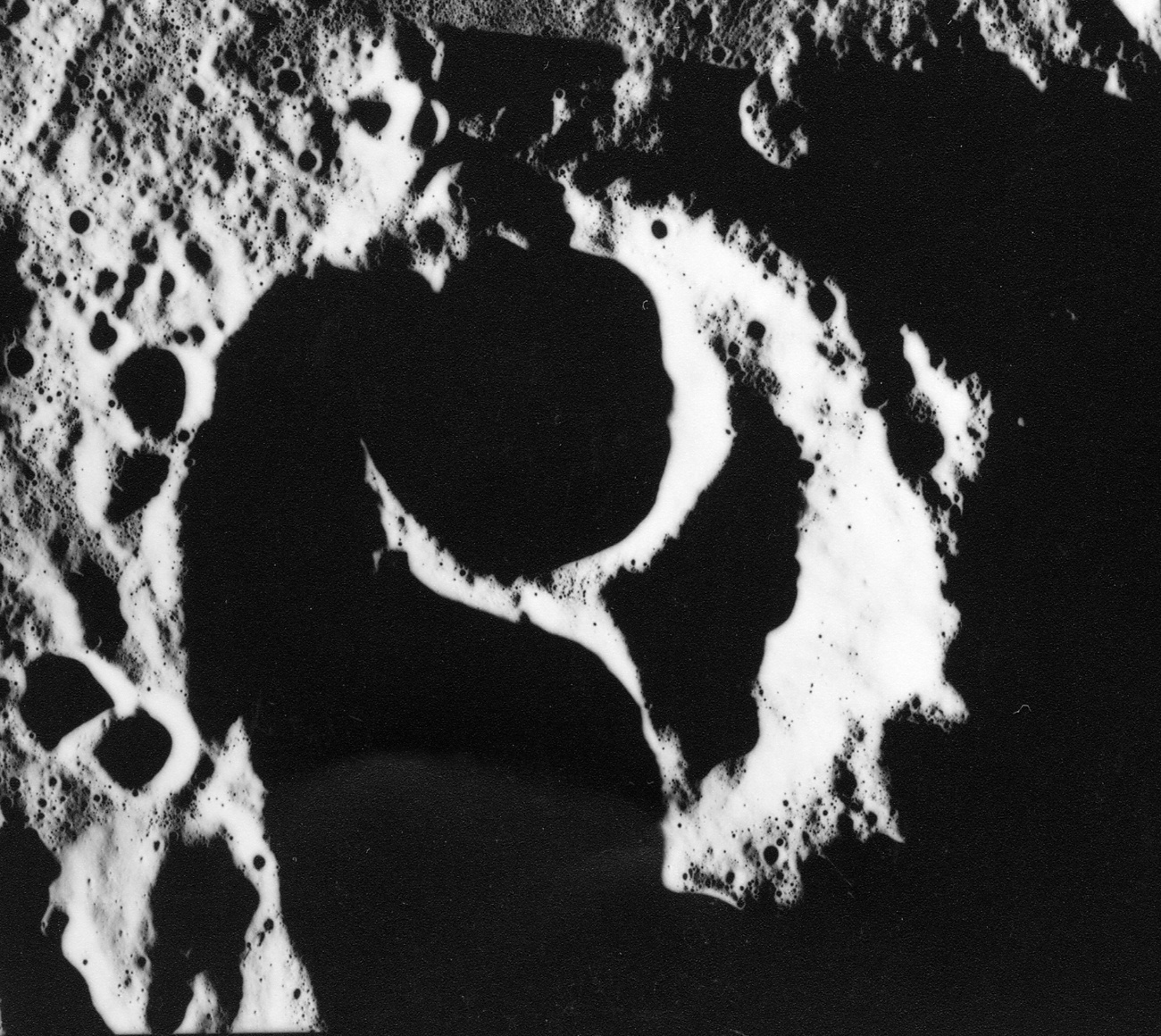
月球昼夜线上的沃尔辛环形山，阿波罗17号拍摄。

沃尔辛环形山(Wilsing)是位于月球背面南半球巨大的南极-艾托肯盆地内的一座大型撞击坑，约形成于前酒海纪，其名称取自德国天文学家约翰内斯·维尔辛(Johannes Wilsing，1856年-1943年)，1970年被国际天文联合会正式批准接受。

## 描述
该陨坑西北偏西毗邻莫霍洛维奇环形山、北面坐落着伽罗瓦环形山、东侧靠近斯滕菲尔德环形山；而村上陨石坑和沃克陨石坑分别位于它的东南和西南；往南横亘着普卢默环形山、更远处则是巨大的撞击坑-阿波罗环形山。
该环形山的中心月面坐标为20°58′S 155°03′W / 20.97°S 155.05°W，直径66.8公里，
深度2.77公里。
该环形山已严重磨损，其边缘轮廓近似圆状，东北侧略为外鼓，沿西、南边缘分布着一些小陨坑。沃尔辛环形山坑壁平均高出周边地形1310米，内部容积4800公里³。碗状的坑底几乎完全被二座巨大的陨坑占据，其中：北部的一座为卫星坑"沃尔辛 Z"。

## 卫星陨石坑
按惯例，最靠近沃尔辛环形山的卫星坑在月图上以字母标注在该坑中心点的旁边。
| 沃尔辛 | 纬度    | 经度     | 直径    |
| ------ | ------- | -------- | ------- |
| C      | 19.0° S | 153.0° W | 33 公里 |
| D      | 20.0° S | 152.6° W | 15 公里 |
| R      | 22.5° S | 157.5° W | 24 公里 |
| T      | 21.3° S | 159.9° W | 19 公里 |
| U      | 20.6° S | 158.9° W | 26 公里 |
| V      | 20.5° S | 158.2° W | 51 公里 |
| W      | 18.5° S | 159.8° W | 36 公里 |
| X      | 17.4° S | 157.4° W | 23 公里 |
| Z      | 20.9° S | 155.2° W | 30 公里 |

- 卫星坑"沃尔辛 C"约形成于爱拉托逊纪[1]；

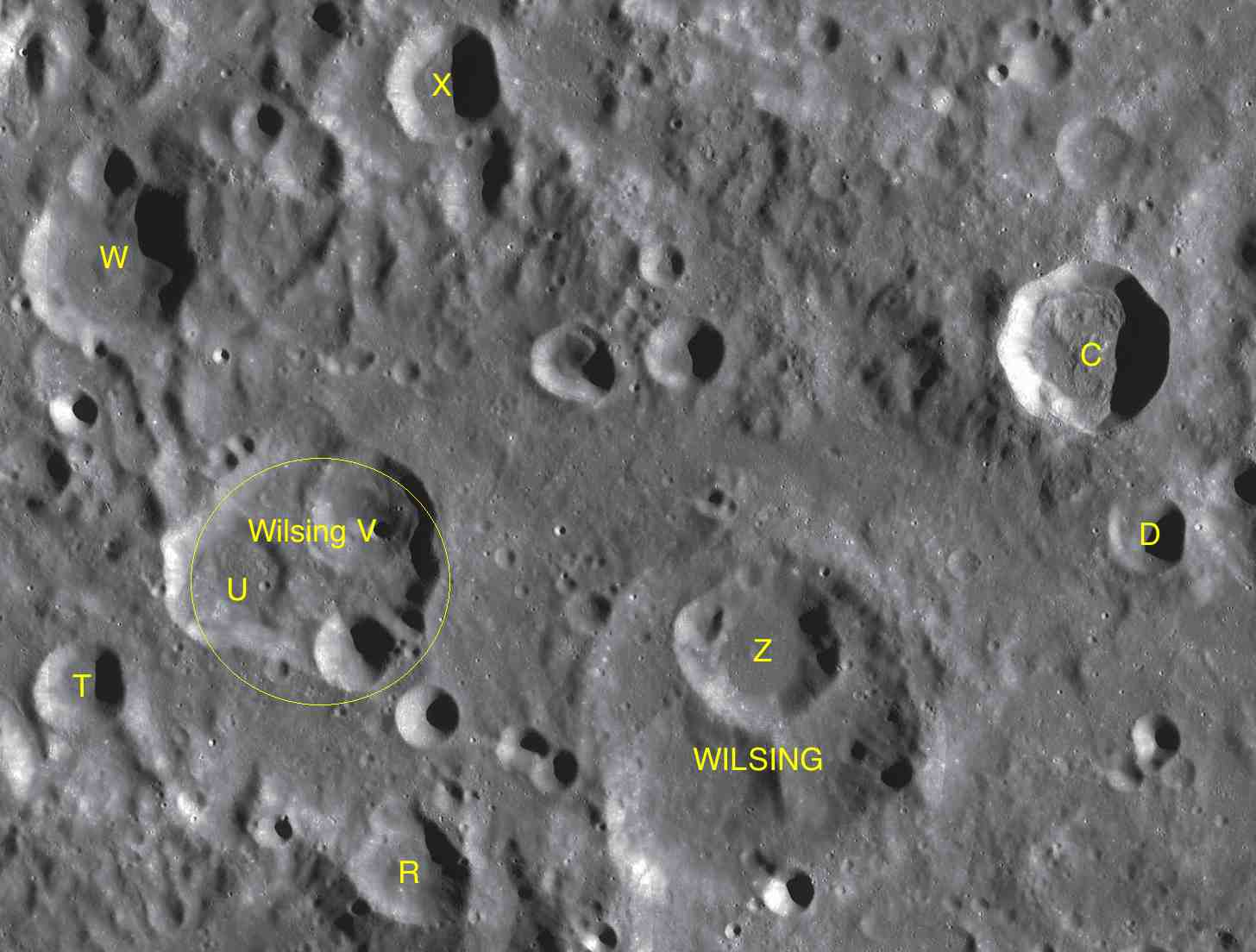
LAC-105 月图

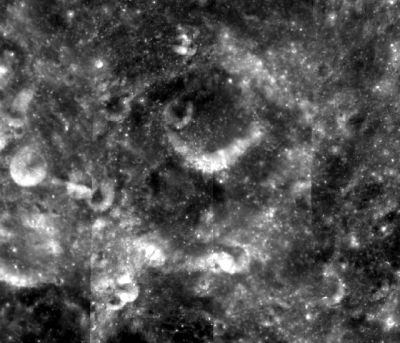
克莱门汀号飞船拍摄的沃尔辛环形山。

- 卫星坑"沃尔辛 W"和"沃尔辛 Z"形成于酒海纪[1]。